# Nagina (schip, 1921)
De Nagina was een Brits stoomvrachtschip van 6.551 ton, dat in de Tweede Wereldoorlog door een Duitse onderzeeboot tot zinken werd gebracht.

## Geschiedenis
In 1921 werd ze voltooid op de scheepswerf van W. Gray & Co. (1918) Ltd, Sunderland. De eigenaar was 
British India Steam Navigation Co. Ltd, Londen, met Glasgow als thuishaven.
De reisroute begon vanuit Calcutta, India – Kochi, India – Sekondi-Takoradi, Ghana, waar ze op 26 april 1943, samen met konvooi TS-37 vertrok naar Freetown, Sierra Leone. Ze had een algemene lading van 8.000 ton, met inbegrip van 2.750 ton ijzer, jute, oliezaden, mica en thee. De bemanning bestond uit 113 manschappen.
De ondergang van de Nagina begon op 30 april 1943, toen de U-515, onder bevel van Werner Henke, konvooi TS-37 aanviel en een serie torpedo's lanceerde naar het konvooi, die op ongeveer 130 zeemijl van Freetown kruiste. Binnen een minuut werden enkele schepen getroffen. Het eerste schip werd snel tot zinken getorpedeerd en een andere vrachtschip brak in twee stukken nadat onder de commandobrug een torpedo insloeg.
Om 22.57 uur werd een torpedo weggeschoten, die een vrachtschip midscheeps trof na 52 seconden. Een vierde torpedo werd afgevuurd en een minuut later raakte deze ook nog een vrachtschip in haar midscheeps, die meteen ontplofte.
Om 22.59 u werd een vijfde torpedo op een vrachtschip gelanceerd , die het schip onmiddellijk liet zinken. Een zesde torpedo vuurde Henke af omstreeks 23.01 u. op een vrachtschip, die na 1 minuut en 30 sec. verging, maar het zinken van het bewuste schip kon niet worden opgemerkt door de U-boot, door de snelle ingevallen duisternis nabij de evenaar. Henke beweerde dat hij vijf schepen van 31.000 ton zinken had gebracht en vermoedelijk nog zo'n 6.000 brt had beschadigd, en dit in een zeer korte tijdsduur. Nochtans werden slechts vier schepen fataal getroffen en tot zinken gebracht. Dat waren de Corabella, Bandar Shahpour, Kota Tjandi en Nagina. De Nagina verging in positie 07°19' Noord en 13°50' West. Twee bemanningsleden van de Nagina, met kapitein Walter Vogel als bevelhebber, verloren hierbij het leven. Kapitein Vogel, 100 bemanningsleden en tien artilleristen werden door de Britse A/S trawler HMS Birdlip (T 218) opgepikt en naar Freetown gebracht.